# Bojkott
A bojkott a kapcsolatok teljes megszakítása valamely csoport által a megcélzott személlyel, csoporttal, szervezettel; valaminek többek, jellemzően a szélesebb közönség által összehangolt módon történő visszautasítása, általában a helytelenítés kifejezésére, vagy bizonyos magatartás kierőszakolására. Tipikusan gazdasági egységgel szembeni nyomás kifejtését célozza.

## Fogalma
A bojkott a kapcsolatok megtagadása egy személlyel, szervezettel, vállalattal, állammal. Az erőszakmentes gazdasági és/vagy politikai küzdelem eszköze. A gazdasági bojkott leggyakoribb módszere a bizonyos országok vagy cégek termékeinek, szolgáltatásainak megvásárlásától való tartózkodás. A bojkott a fejlett demokráciákban általában törvényes tiltakozási eszköz.
A bojkott okai lehetnek erkölcsi, társadalmi, környezetvédelmi jellegűek. Célja gazdasági és/vagy erkölcsi hátrány okozása a kiválasztott szervezetnek, gazdasági egységnek, igyekezve elérni a kifogásolt viselkedés megváltoztatását.
A bojkott sajátos formája lehet szűkebb közösségekben az egyik tag ellen kollektív elhatározással alkalmazott mellőzés, kirekesztés, a vele való érintkezésnek a teljes megszakítása, más szóval kiközösítés.
A bojkott a polgári engedetlenség mellett ellenzéki politikai eszköz lehet irányított demokrácia esetében.
Változatai:
- Gazdasági bojkott, mely gyakran a monopóliumok megtörését tűzi ki célul. Gazdasági szereplők között a bojkott tisztességtelen eljárás, emiatt a versenyjog tiltja.
- Választási bojkott, mellyel egy politikai rend vagy eljárás miatt távolmaradással vagy ellehetetlenítéssel tiltakoznak.
- A környezetvédelmi jellegű bojkott gyakran a környezetre károsnak tartott tevékenység révén előállított termékek (trópusi keményfa, pálmaolaj, elefántcsont) vásárlásának megtagadása.

## A szó eredete
Charles C. Boycott (1832. március 12. – 1897. június 19.) az ír Mayo grófságbeli Earl of Erne jószágigazgatója volt. Az earl egyike volt azoknak a nem helyben lakó földesuraknak, akik csoportjának a kezében volt Írország legnagyobb része. 1880 őszén Boycottot választották ki arra, hogy a Charles Parnell, földreformot kívánó ír politikus által támogatott új politikát kipróbálják rajta. Parnell támogatói úgy határoztak, hogy nem fognak együttműködni egyetlen olyan földesúrral sem, aki nem adja olcsóbban bérbe a földjét, vagy olyan bérlővel, aki egy felhagyott bérlemény farmját átveszi. Boycott nem volt hajlandó alacsonyabb földbérleti díjat elfogadni, és kidobta a bérlőit. Ezért a Parnell által vezetett Ír Nemzeti Föld Liga és követői megszakítottak minden kapcsolatot Boycottal valamint családjával, nem engedelmeskedtek nekik a szolgák, nem dolgoztak nekik a mezőgazdasági munkások, a bolti eladók vagy a postás. Boycott nevét hamar felkapták az efféle bánásmód jellemzésére, és a bojkottálni ige más nyelven is elterjedt.

## Történeti példák

### Magyar vonatkozású bojkott
A Magyarországi Tanácsköztársaság leverése, az ellenforradalmi rendszer által gyakorolt fehérterror ellen az amszterdami székhelyű Nemzetközi Szakszervezeti Szövetség (Amszterdami Internacionálé) 1920 júniusában bojkottot szervezett, miután eredménytelenül szólította fel a magyar kormányt a fehérterror megszüntetésére és a munkásság szabad szervezkedésének biztosítására. 
A végrehajtás mértéke országonként rendkívül eltérő volt. Részlegesen részt vettek a bojkottban Németország, Jugoszlávia, Franciaország, Olaszország, Svájc, Belgium, Hollandia szakszervezeti szövetségei. A bojkottot a legkövetkezetesebben Csehszlovákiában és Ausztriában hajtották végre. A csehszlovák-magyar határon június 19-én délután 6 órakor megszűnt a vasúti és a hajóforgalom, a bojkottban részt vevő munkások előkészültek a csempészet megakadályozására is. A magyar kormányzat a bojkottban résztvevő országok ellen visszavágásként ellenbojkottot hirdetett és elrendelte a teljes határzárat Ausztria ellen. A bojkott nem érte el kitűzött céljait és augusztus elején befejeződött.

### Polgárjogi bojkottok
1955 márciusában egy 15 éves fekete kislány, Claudette Colvin nem volt hajlandó átadni a buszon a fehérek számára fenntartott helyét egy fehér férfinak, ezért letartóztatták. Emiatt a fekete közösség felszólította tagjait, hogy meghatározott ideig ne használják a buszokat, helyette alkossanak magángépkocsis utaztató közösségeket, használjanak taxit vagy gyalogoljanak. Ez az akció a Montgomery buszbojkott néven vált ismertté. A városi szintű tiltakozás kézben tartására  létrehozták a Montgomery Haladás Egyesületet (Montgomery Improvement Association) hoztak léte, vezetőjükként az éppen a városba érkező Martin Luther Kinget választották.

### Gazdasági bojkott

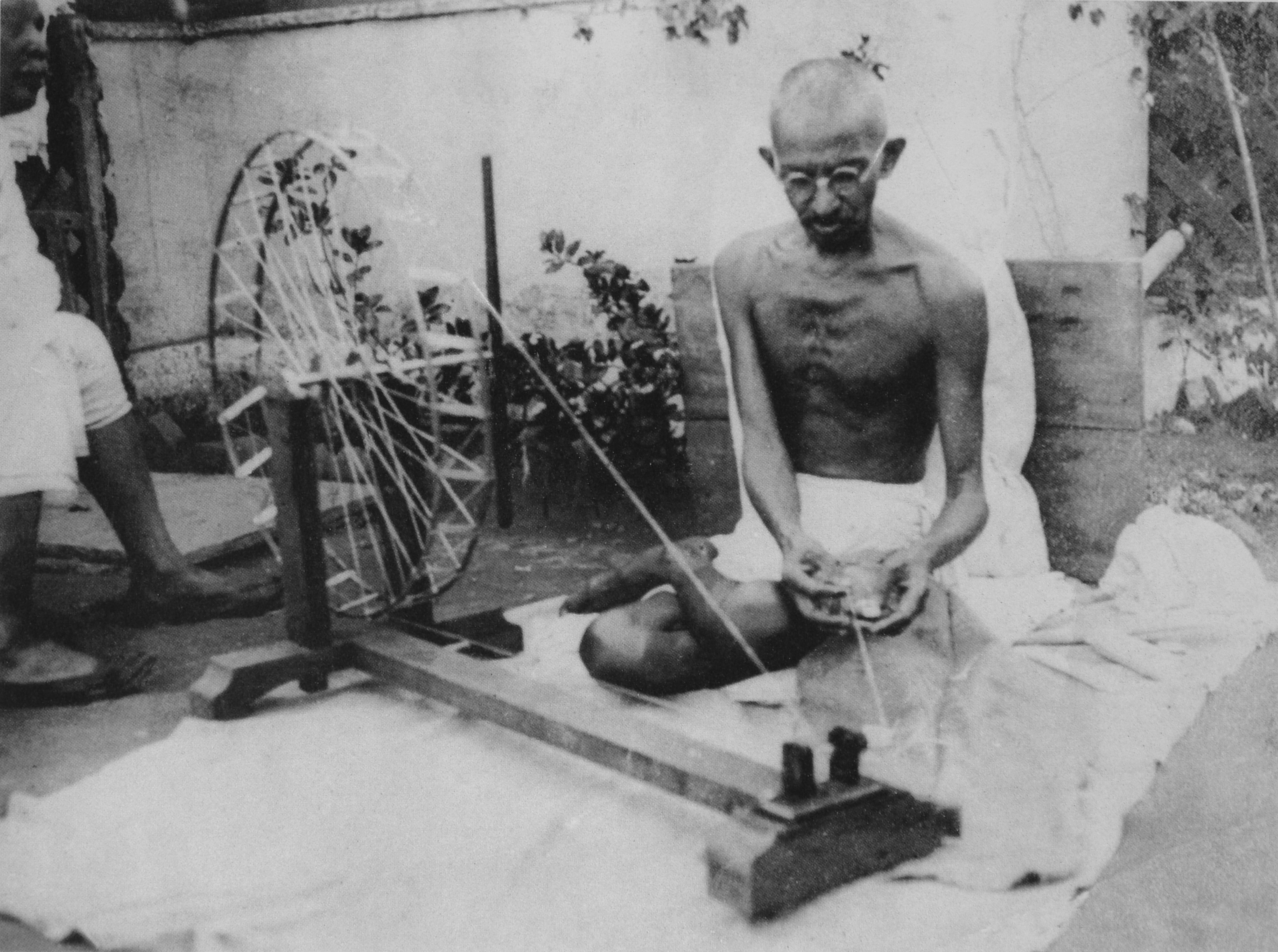
Mahátma Ghandi saját ruhája szövésével a politikai függetlenségért való gazdasági bojkottot szimbolizálta a (Swadeshi, Swaraj fogalmak)

Az 1905-1911 között az indiai "A mi hazánk" (Swadeshi) mozgalom jelentős mérföldkő volt az ország függetlenségi folyamatában. A közemberek bojkottálták a brit termékeket: jellemzően a drága szövetek helyett kézzel szőtt helyi viseletet kezdtek hordani. Az Indiai függetlenségi mozgalom neves alakja,  Mahátma Ghandi  közéleti tevékenységének vezérfonala, hogy végül az igazság ereje győz, így erőszakmentes, passzív ellenállással kell elérni a kitűzött célokat. Így a gazdasági bojkott számtalan változatát alkalmazta élete során: éhség-sztrájkolt, 1930-ban a monopóliumot megtörő „sómenetet” szervezett, tömeggyűléseken buzdított ellenszegülésre.  Johannesburg közelében nincstelenekkel egy önfenntartó mintatelepülést hozott létre Phoenix elnevezéssel. Itt kísérletezett Tolsztoj kései elképzeléseinek megvalósításával, így a közösség később a Tolsztoj-farm nevet kapta. Gandhi később Indiában megalapította a Szabarmati vagy másképp a Szatjágraha ásramot, melynek feladata a függetlenségi mozgalomban részt vevő aktivisták kiképzése volt.
1933-ban a Németországban hatalomra került náci párt zsidóellenes intézkedései nyomán egy angol bulvárlap németellenes bojkottról adott hírt (Júdea hadat üzen Németországnak). Ezt a felhívást komoly tettek nem követték, viszont hivatkozási alapot adott Németországnak a zsidó kereskedők tényleges bojkottjának megszervezésére. Az 1933. április elsején életbe léptetett Judenboykott a zsidóknak a gazdaságból és a közéletből történő teljes kiszorítására irányult.

### Bojkott a sportban
Az első olimpiai bojkott az 1956-os melbourne-i játékokhoz kapcsolódik. Ekkor három különböző politikai esemény állt a tiltakozás e határozott formája mögött: a szuezi válság és a magyar forradalom leverése miatt több ország (például: Hollandia, Spanyolország, Svájc) mondta le a részvételt; Tajvan nevezése és részvétele miatt a Kínai Népköztársaság távol maradt.
Az 1980-as moszkvai olimpiát a Szovjetunió afganisztáni bevonulása miatt (1979. december 26.) a nyugati államok egy része és sportolóik bojkottálták. Az amerikai kormány nyomására az USOC - az Egyesült Államok Olimpiai Bizottsága - és más országok olimpiai bizottságai is a részvétel ellen döntöttek. Csupán 81 nemzet sportolói vettek részt, és 65 ország maradt távol a csonka olimpiától. Több nyugati ország sportolói közös  olimpiai csapatban indultak a megmérettetésen.
Válaszul a Los Angelesben megrendezett 1984. évi nyári olimpiai játékok bojkottjára is sor került, ezúttal a szovjet tömbbe tartozó országok részéről. Ez az 1984 – A kettétört olimpia könyvben került részletes feldolgozásra.

## Fordítás
- Ez a szócikk részben vagy egészben  a   Boycott című angol Wikipédia-szócikk ezen változatának fordításán alapul.  Az eredeti cikk szerkesztőit annak laptörténete sorolja fel. Ez a jelzés csupán a megfogalmazás eredetét és a szerzői jogokat jelzi, nem szolgál a cikkben szereplő információk forrásmegjelöléseként.